# Rise & Fall
Rise & Fall is een nummer van de Britse zangers Craig David en Sting uit 2003. Het is de derde single van Craig Davids tweede studioalbum Slicker Than Your Average.
"Rise & Fall" bevat een sample van het nummer Shape of My Heart van Sting uit 1993. Het nummer werd in Europa en Australië een grote hit. In het Verenigd Koninkrijk haalde het de 2e positie. In de Nederlandse Top 40 werd de 9e positie gehaald. Dit was voor het eerst in bijna tien jaar dat Sting weer een (top 10-)hit te pakken had, en het was tot nu toe ook de laatste keer dat hij in de Top 40 stond. In de Vlaamse Ultratop 50 haalde "Rise & Fall" de 17e positie.